# Michel van Overbeeke
Michel François van Overbeeke (Den Haag, 19 juli 1942 – 24 juni 2024) was een Nederlands glaskunstenaar, graficus, keramist en schilder.

## Leven en werk
Van Overbeeke werd opgeleid aan de Amsterdamsche Grafische School, de grafische mts. Aanvankelijk was hij vooral actief als graficus, tekenaar en schilder, later kwamen daar andere disciplines bij. Hij maakte monumentale werken in keramiek, marmer, kunststof en glas. Hij maakte in opdracht onder meer een glas-in-loodraam voor de Sint-Bavokerk in Haarlem en kroonluchters voor Paviljoen Welgelegen, het provinciehuis van Noord-Holland. In de ramen die hij voor de Barbarakerk in Vreeswijk ontwierp, combineerde hij glasetsen met brandschilderen en emaillespuiten. Ze werden uitgevoerd in het atelier van Glasbewerkingsbedrijf Brabant.
Hij sloot zich aan bij de Beroepsvereniging van Beeldende Kunstenaars en exposeerde onder andere in het Frans Hals Museum (1971), het Stedelijk Museum Zwolle (1997) en het Stedelijk Museum Kampen (2016).
Van Overbeeke overleed op 24 juni 2024 na een kort ziekbed.

## Werken (selectie)
- Vrede en verdraagzaamheid (2008), glas-in-loodraam voor de Grote of Sint-Bavokerk in Haarlem
- kroonluchters (2008-2009) voor Paviljoen Welgelegen
- ramen (2011) voor de Sint-Barbarakerk in Vreeswijk
- ramen (2013) voor het stiltecentrum van Meander Medisch Centrum, Amersfoort

## Afbeeldingen

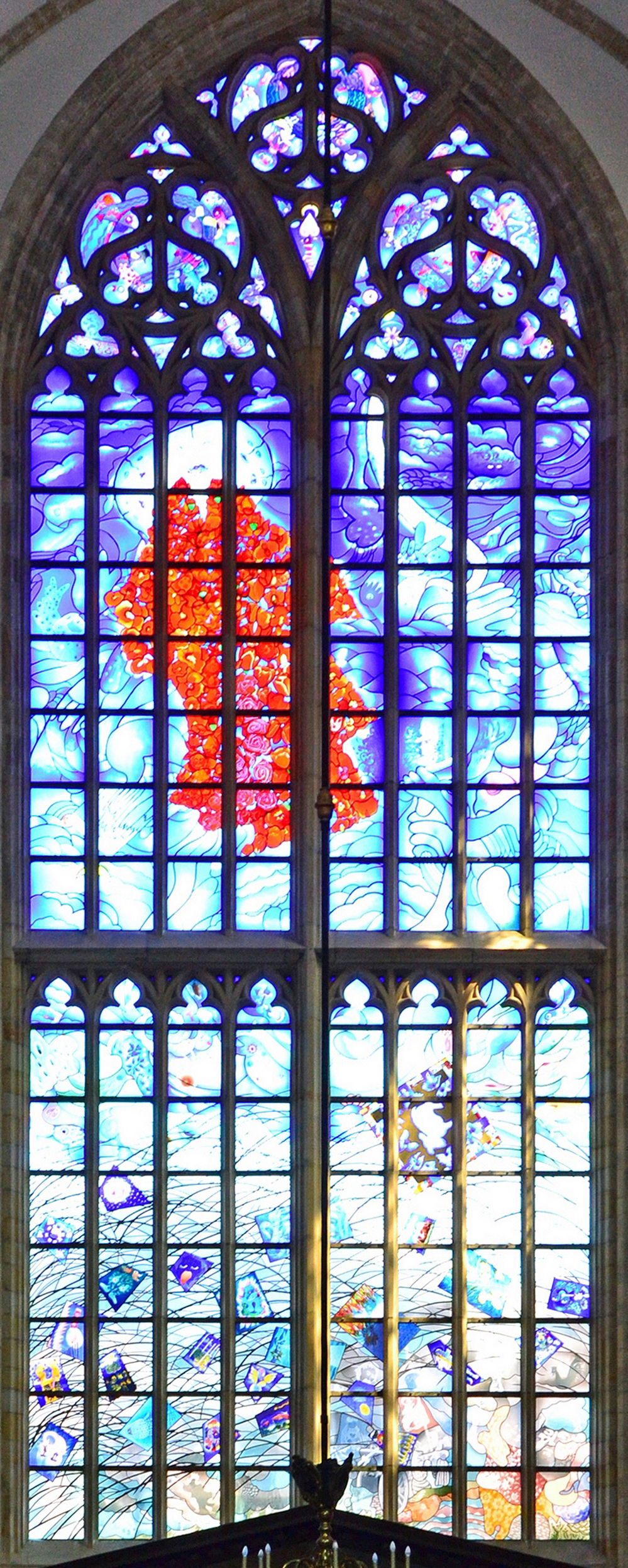
Vrede en verdraagzaamheid
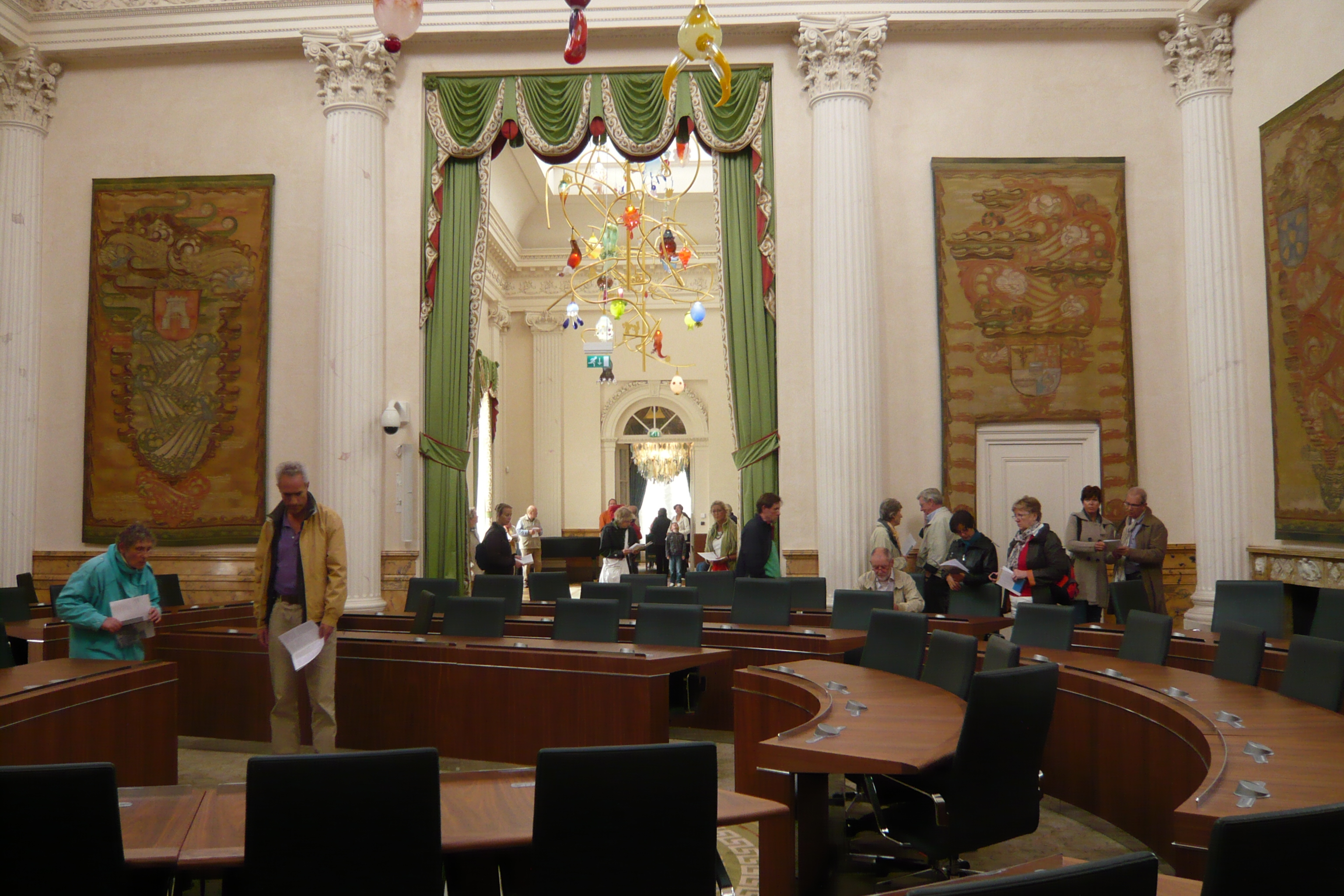
kroonluchter, Welgelegen